# Абу Мукатиль ат-Туниси
Абу Мукатиль ат-Туниси (араб. أبو مقاتل التونسي‎, 1 августа 1983—26 ноября 2016), настоящее имя Бубакр ибн Хабиб Абдель Хаким — французский террорист тунисского происхождения,, член террористической группировки «Исламское государство».

## Биография
Родился в Париже в семье иммигрантов из Туниса, посещал мечеть у Рю де Танжер. Рос с двумя братьями и двумя сёстрами. В июле 2002 года в возрасте 19 лет уехал в Дамаск изучать ислам в Исламском институте аль-Фатих. Через 6 месяцев в январе 2003 года вернулся Париж, где принимал участие в демонстрациях исламских радикалов против вторжения в Ирак. Тогда же принял участие в организации террористической ячейки «Сеть Бют-Шомон» в XIX округе Парижа, членами которой были и ответственные за теракт против редакции журнала Charlie Hebdo братья Куаши.
Через некоторое время вернулся в Сирию, а уже оттуда в марте 2003 года — в Ирак. Там проживал в отеле Palestine Hotel, иногда подрабатывая переводчиком для Красного Креста. После падения саддамовского режима в апреле 2003 года вернулся в Сирию, где в мае был задержан и депортирован во Францию, где подрабатывал продавцом одежды. В марте 2004 года вернулся в Сирию, где связался со своими старыми контактами. Потом выехал в Ирак. Давал интервью радиостанции RTL с призывами к джихадистам из XIX округа присоединяться к джихаду. Принимал участие в битве за Фаллуджу в составе джамаата «Аль-Каида в Ираке» вместе с 19-летним братом, который был убит 19 июля. В августе был арестован сирийцами при попытке пересечь сирийско-иракскую границу без документов и помещён в тюрьму Фар Фалястин, а 31 мая 2005 года депортирован во Францию и был изолирован в тюрьме Френа. 14 мая 2008 года был осуждён за организацию террористической группы и помощь в незаконном пересечении направляющимся в Сирию. Несмотря на приговор в 7 лет был выпущен досрочно 5 января 2011 года и чуть позже уехал в Тунис, где поселился в Морнагии (вилайет Мануба). Там присоединился к террористической группе Ансар аш-Шариа.
Лично спланировал и участвовал в убийствах тунисских левых политиков Мохаммеда Брахми и Шокри Белаида, в чём признался на страницах выпускаемого Исламским государством журнала Dabiq, а также в одном из видео. Притом пожаловался на то, что убийства вызвали противоположный эффект, массовые протесты населения и даже переход части джихадистов на правительственную сторону. После убийств бежал в Ливию и присоединился к вооружённым группам, позже сформировавшим местный костяк Исламского государства. Потом уехал воевать в Сирию.
Будучи важной фигурой подразделения внешних операций ИГ, он не принимал участие, но был в числе организаторов не только атаки на Charlie Hebdo, но и терактов в музее Бардо в марте и в Париже в ноябре 2015 года. В ноябре 2016 года погиб при авиаударе американского беспилотника, когда ехал в автомобиле, находясь в Ракке, о чём 10 декабря официально объявил официальный представитель Пентагона Питер Кук. В тот же день была арестована его сестра.